# Timothy Chandler
Timothy Chandler (Frankfurt, 29 maart 1990) is een Duits-Amerikaanse voetballer die doorgaans als verdediger speelt. Hij tekende in juni 2014 bij Eintracht Frankfurt, dat hem vier jaar na zijn vertrek terughaalde van 1. FC Nürnberg. Chandler debuteerde in 2011 als international voor Amerika.

## Clubcarrière
Chandler werd geboren in Duitsland als zoon van een Amerikaanse vader en een Duitse moeder. Hij begon met voetballen bij Sportfreunde Oberau, waarna hij in 2001 werd opgenomen in de jeugdopleiding van Eintracht Frankfurt. Hier schoof hij in 2009 door naar het tweede elftal. Chandler speelde twee jaar voor Eintracht Frankfurt II. Een debuut in het eerste elftal bleef in die tijd uit. Hij verhuisde daarop in juli 2010 naar FC Nürnberg
Chandler begon ook bij FC Nürnberg in het tweede elftal, maar schoof hier na een halfjaar door naar het eerste. Hij debuteerde zo op 19 januari 2011 in het betaald voetbal, tijdens een wedstrijd in de DFB-Pokal tegen Kickers Offenbach. Zijn debuut in de Bundesliga volgde drie dagen later. Coach Dieter Hecking liet hem toen uit bij SC Freiburg na 56 minuten invallen voor Jens Hegeler. Zijn eerste goal maakte hij op 12 februari 2011, tegen VfB Stuttgart. Chandler veroverde binnen een maand na zijn debuut een basisplek en stond die niet meer af. Hij kreeg aan het einde van het seizoen 2011/12 verschillende aanbiedingen van andere Duitse clubs, maar wees die af en verlengde zijn contract. Chandler bleef vier jaar bij FC Nürnberg. Hij speelde in die tijd 95 wedstrijden in de Bundesliga. Hij miste alleen in het voorjaar van 2014 een paar maanden vanwege een meniscusblessure. Aan het eind van 2013/14 degradeerde hij met Nürnberg naar de 2. Bundesliga.
Chandler keerde in juli 2014 terug naar Eintracht Frankfurt. Zo bleef hij toch actief op het hoogste niveau. Coach Thomas Schaaf gaf hem ook hier een vaste basisplaats. Seizoen 2015/16 verliep moeizamer. Hij miste aan het begin van het jaar twee maanden vanwege een meniscusblessure en de nieuwe trainer Armin Veh koos regelmatig voor anderen. Hij ontbrak ook in het seizoensslot vanwege een blessure aan zijn hamstring. Chandler vocht zich in 2016/17 onder coach Niko Kovač terug in de basis. Hij miste vrijwel heel 2018/19 vanwege een knieblessure. In de jaren die volgden deed hij vooral dienst als wisselspeler. Chandler won in 2021/22 de Europa League met Eintracht Frankfurt. Hij droeg hier in vijf speelronden aan bij, waarvan vier als basisspeler. In de halve finales en de finale kwam hij niet van de bank.

## Clubstatistieken
| Seizoen     | Club                | Competitie  | Competitie | Competitie | Beker | Beker | Internationaal | Internationaal | Totaal | Totaal |
| Seizoen     | Club                | Competitie  | Wed.       | Dlp.       | Wed.  | Dlp.  | Wed.           | Dlp.           | Wed.   | Dlp.   |
| ----------- | ------------------- | ----------- | ---------- | ---------- | ----- | ----- | -------------- | -------------- | ------ | ------ |
| 2010/11     | 1. FC Nürnberg      | Bundesliga  | 14         | 1          | 2     | 0     | —              | —              | 16     | 1      |
| 2011/12     | 1. FC Nürnberg      | Bundesliga  | 30         | 1          | 3     | 0     | —              | —              | 33     | 1      |
| 2012/13     | 1. FC Nürnberg      | Bundesliga  | 30         | 1          | 1     | 0     | —              | —              | 31     | 1      |
| 2013/14     | 1. FC Nürnberg      | Bundesliga  | 21         | 1          | 1     | 0     | —              | —              | 22     | 1      |
| Club totaal | Club totaal         | Club totaal | 95         | 4          | 7     | 0     | 0              | 0              | 102    | 4      |
| 2014/15     | Eintracht Frankfurt | Bundesliga  | 29         | 1          | 0     | 0     | —              | —              | 29     | 1      |
| 2015/16     | Eintracht Frankfurt | Bundesliga  | 12         | 0          | 0     | 0     | —              | —              | 12     | 0      |
| 2016/17     | Eintracht Frankfurt | Bundesliga  | 32         | 0          | 6     | 0     | —              | —              | 38     | 0      |
| 2017/18     | Eintracht Frankfurt | Bundesliga  | 24         | 2          | 1     | 1     | —              | —              | 25     | 3      |
| 2018/19     | Eintracht Frankfurt | Bundesliga  | 1          | 0          | 0     | 0     | 0              | 0              | 1      | 0      |
| 2019/20     | Eintracht Frankfurt | Bundesliga  | 22         | 5          | 4     | 0     | 7              | 0              | 33     | 5      |
| 2020/21     | Eintracht Frankfurt | Bundesliga  | 15         | 1          | 2     | 0     | —              | —              | 17     | 1      |
| 2021/22     | Eintracht Frankfurt | Bundesliga  | 17         | 0          | 0     | 0     | 5              | 0              | 22     | 0      |
| 2022/23     | Eintracht Frankfurt | Bundesliga  | 6          | 0          | 1     | 0     | 1              | 0              | 8      | 0      |
| Club totaal | Club totaal         | Club totaal | 158        | 9          | 14    | 1     | 13             | 0              | 185    | 10     |

Bijgewerkt t/m 10 september 2023.

## Interlandcarrière
Chandler maakte op 12 maart 2011 zijn debuut voor Amerika in een oefeninterland tegen Argentinië. Hij wees op 16 mei 2012 een oproep van bondscoach Jürgen Klinsmann voor aankomende kwalificatiewedstrijden af. Chandlers reden was dat hij een pauze wilde om erachter te komen welk land hij wilde vertegenwoordigen. Chandler kon namelijk kiezen tussen Duitsland en Amerika, al had hij nog nooit een oproep van Duitsland gehad. Chandler accepteerde later wel een oproep van de VS voor een oefeninterland tegen Rusland, waarbij hij claimde 1000% voor Amerika te gaan. Klinsmann nam Chandler drie jaar na zijn interlanddebuut mee naar het WK 2014, maar hierop kwam hij geen minuut in actie. Hij maakte op 3 juli 2015 zijn eerste doelpunt voor de VS, tegen Guatemala. Klinsmann nam Chandler ook mee naar de Gold Cup 2015. Op dit toernooi mocht hij wel vier wedstrijden spelen.

## Erelijst
| DFB-Pokal          | 1x | 2017/18 |
| UEFA Europa League | 1x | 2021/22 |

1 Trapp  ·
3 Theate ·
4 Koch ·
5 Amenda ·
6 Højlund ·
7 Marmoush ·
8 Chaïbi ·
9 Matanović ·
11 Ekitike ·
13 Kristensen ·
15 Skhiri ·
16 Larsson ·
18 Dahoud ·
19 Bahoya ·
20 Uzun ·
21 Brown ·
22 Chandler ·
23 Lisztes ·
26 Ebimbe ·
27 Götze ·
28 Wenig ·
29 Nkounkou ·
33 Grahl ·
34 Collins ·
35 Tuta ·
36 Knauff ·
37 Santos ·
41 Onguéné ·
44 Bautista ·
45 Loune ·
47 Fenyő ·
Coach: Toppmöller
· Keeperstrainer: Zimmermann